# シャンバロー
シャンバローは、落語芸術協会所属、5代目古今亭今輔一門のボーイズ。戦後、東京の寄席で色物として活躍した。テーマソングは「おおスザンナ」。

## 概要・芸風
前身は1947年頃に結成された「ちゃっかりトリオ」（柳四郎、岡三郎、宮田五郎）。長唄出身者（四郎は稀音家政造、三郎は不明。五郎はリーダーで杵屋佐行）トリオのボーイズで、「三味線バロー」を経て、1950年に五郎が脱退し音大出身の邦一郎が参加した際に「シャンバロー」と改名。普段は白いズボンでアロハシャツやポロシャツなどを着ていたが新春興行やめでたい時は紋付き袴で本格的な長唄を演じていた。1968年芸術祭奨励賞受賞。
邦楽を下地に、洋楽から歌謡曲までこなす芸達者だったが、1978年の岡三郎の引退、柳四郎の糖尿病もあり1982年11月に活動休止。1983年7月解散した。
十八番ネタは「長唄たぬき」。長唄の「昔噺たぬき」のアコーディオンと三味線の合奏で受けを取った。

## メンバー
- 邦一郎（くに いちろう、1930年5月22日- 1999年8月13日、本名：旭千弘）

アコーディオン担当。音楽大学で音楽を習う
解散後は一線を退いた。1999年に肝不全で死去。
弟子に旭五郎、仲八郎
- 柳四郎（やなぎ しろう、1917年8月21日 - 1988年12月6日、本名：白井恭一）

細棹三味線担当。東京浅草の生まれ
長唄出身で、稀音家六治門下で稀音家政造と名乗っていた。
ハゲ頭に太めの体であった。また、眼鏡をかけていた。
解散後はボーイズ協会の運営の一方、弟子の柳雅邦とのコンビでシャンバローとして活動したが糖尿病の悪化で引退。
弟子に菅六郎、東京あんみつ娘
ボケ担当、本格的なオペラもできた。
- 初代 岡三郎（おか さぶろう、1917年4月6日 - 2003年6月5日、本名：池田延次郎）

細棹三味線、胡弓担当。
眼鏡をかけており、細めであった。ツッコミ担当。孫は女優の池田有希子。
1977年、脳血栓により引退。三女のもとで療養生活を送った。
- 二代目 岡三郎（おか さぶろう）

後のローカル岡。クラシックギター担当。1978年に加入。
- 宮田五郎（みやた ごろう）

三味線担当。三味線バロー期のリーダー。
四郎、三郎同様長唄出身で、杵屋佐行と名乗っていた。

## レコード
- 「やってるネ」（テイチク）

## 弟子
- 東京ボーイズ
- 東京あんみつ娘